# Olympische Jugend-Winterspiele 2020/Teilnehmer (Litauen)
| Gelbes Symbol für Goldmedaillen mit stilisierten Olympischen Ringen | Graues Symbol für Silbermedaillen mit stilisierten Olympischen Ringen | Braundes Symbol für Bronzemedaillen mit stilisierten Olympischen Ringen |
| ------------------------------------------------------------------- | --------------------------------------------------------------------- | ----------------------------------------------------------------------- |
| —                                                                   | —                                                                     | —                                                                       |

Litauen nahm an den Olympischen Jugend-Winterspielen 2020 in Lausanne mit 15 Athleten (10 Jungen und  5 Mädchen) in fünf Sportarten teil.

## Teilnehmer nach Sportarten

### Biathlon
| Athleten                                                              | Wettbewerbe          | Zeit        | Fehler       | Rang |
| --------------------------------------------------------------------- | -------------------- | ----------- | ------------ | ---- |
| Jungen                                                                |                      |             |              |      |
| Darius Dinda                                                          | 7,5 km Sprint        | 23:37,6 min | 5 (1+4)      | 72   |
| Darius Dinda                                                          | 12 km Einzel         | 44:05,8 min | 11 (4+3+3+1) | 84   |
| Domas Jankauskas                                                      | 7,5 km Sprint        | 24:21,5 min | 5 (2+3)      | 80   |
| Domas Jankauskas                                                      | 12 km Einzel         | 42:59,4 min | 7 (2+2+1+2)  | 77   |
| Lukas Žukauskas                                                       | 7,5 km Sprint        | 27:49,3 min | 7 (2+5)      | 95   |
| Lukas Žukauskas                                                       | 12 km Einzel         | 51:18,8 min | 15 (4+5+3+3) | 96   |
| Mädchen                                                               |                      |             |              |      |
| Viktorija Augulytė                                                    | 6 km Sprint          | 23:27,4 min | 1 (0+1)      | 76   |
| Viktorija Augulytė                                                    | 10 km Einzel         | 43:46,9 min | 7 (3+2+1+1)  | 79   |
| Kamilė Jakubauskaitė                                                  | 6 km Sprint          | 27:14,4 min | 5 (4+1)      | 91   |
| Kamilė Jakubauskaitė                                                  | 10 km Einzel         | 43:30,2 min | 5 (1+2+0+2)  | 76   |
| Luka Mackevičiūtė                                                     | 6 km Sprint          | DNS         | DNS          | DNS  |
| Luka Mackevičiūtė                                                     | 10 km Einzel         | DSQ         | DSQ          | DSQ  |
| Mixed                                                                 |                      |             |              |      |
| Viktorija Augulytė Darius Dinda                                       | Single Mixed-Staffel | 49:04,1 min | 0+5 1+5      | 23   |
| Viktorija Augulytė Kamilė Jakubauskaitė Darius Dinda Domas Jankauskas | Mixed-Staffel        | DSQ         | DSQ          | DSQ  |

### Eishockey
| Mannschaft     | Athleten | Vorrunde       | Vorrunde | Halbfinale    | Halbfinale    | Finale/Spiel um Bronze          | Finale/Spiel um Bronze | Rang   |
| Mannschaft     | Athleten | Gegner         | Ergebnis | Gegner        | Ergebnis      | Gegner                          | Ergebnis               | Rang   |
| -------------- | --- | -------------- | -------- | ------------- | ------------- | ------------------------------- | ---------------------- | ------ |
| Jungen         | |                |          |               |               |                                 |                        |        |
| _ Team Blau    | Chen Chih-yuan Jakub Trzebunia Caleb Chapman Ziya Efe Güçlü Hong Seung-woo Daniel Assavolyuk Joris Valčiukas Riley Langille Cater Hamill Konrad Kudeviita Simone Terraneo Oliver Thestrup Hansen Issa Otsuka | _ Team Grau    | 8:9      | ausgeschieden | ausgeschieden | ausgeschieden                   | ausgeschieden          | 8      |
| _ Team Blau    | Chen Chih-yuan Jakub Trzebunia Caleb Chapman Ziya Efe Güçlü Hong Seung-woo Daniel Assavolyuk Joris Valčiukas Riley Langille Cater Hamill Konrad Kudeviita Simone Terraneo Oliver Thestrup Hansen Issa Otsuka | _ Team Orange  | 1:12     | ausgeschieden | ausgeschieden | ausgeschieden                   | ausgeschieden          | 8      |
| _ Team Blau    | Chen Chih-yuan Jakub Trzebunia Caleb Chapman Ziya Efe Güçlü Hong Seung-woo Daniel Assavolyuk Joris Valčiukas Riley Langille Cater Hamill Konrad Kudeviita Simone Terraneo Oliver Thestrup Hansen Issa Otsuka | _ Team Schwarz | 8:14     | ausgeschieden | ausgeschieden | ausgeschieden                   | ausgeschieden          | 8      |
| _ Team Blau    | Chen Chih-yuan Jakub Trzebunia Caleb Chapman Ziya Efe Güçlü Hong Seung-woo Daniel Assavolyuk Joris Valčiukas Riley Langille Cater Hamill Konrad Kudeviita Simone Terraneo Oliver Thestrup Hansen Issa Otsuka | _ Team Grün    | 6:11     | ausgeschieden | ausgeschieden | ausgeschieden                   | ausgeschieden          | 8      |
| _ Team Blau    | Chen Chih-yuan Jakub Trzebunia Caleb Chapman Ziya Efe Güçlü Hong Seung-woo Daniel Assavolyuk Joris Valčiukas Riley Langille Cater Hamill Konrad Kudeviita Simone Terraneo Oliver Thestrup Hansen Issa Otsuka | _ Team Gelb    | 8:13     | ausgeschieden | ausgeschieden | ausgeschieden                   | ausgeschieden          | 8      |
| _ Team Blau    | Chen Chih-yuan Jakub Trzebunia Caleb Chapman Ziya Efe Güçlü Hong Seung-woo Daniel Assavolyuk Joris Valčiukas Riley Langille Cater Hamill Konrad Kudeviita Simone Terraneo Oliver Thestrup Hansen Issa Otsuka | _ Team Braun   | 2:14     | ausgeschieden | ausgeschieden | ausgeschieden                   | ausgeschieden          | 8      |
| _ Team Blau    | Chen Chih-yuan Jakub Trzebunia Caleb Chapman Ziya Efe Güçlü Hong Seung-woo Daniel Assavolyuk Joris Valčiukas Riley Langille Cater Hamill Konrad Kudeviita Simone Terraneo Oliver Thestrup Hansen Issa Otsuka | _ Team Rot     | 11:18    | ausgeschieden | ausgeschieden | ausgeschieden                   | ausgeschieden          | 8      |
| _ Team Braun   | Luka Banek Sai Lake Hugo Galvez Elvis Hsu Axel Ruski-Jones Marlon D’Acunto Erik Potšinok Evan Nauth Artur Seniut Matyáš Šapovaliv Milán Ivády Rastislav Eliáš Sebastian Aarsund                              | _ Team Schwarz | 13:11    | _ Team Rot    | 7:9           | Spiel um Bronze: _ Team Schwarz | 6:5                    | Bronze |
| _ Team Braun   | Luka Banek Sai Lake Hugo Galvez Elvis Hsu Axel Ruski-Jones Marlon D’Acunto Erik Potšinok Evan Nauth Artur Seniut Matyáš Šapovaliv Milán Ivády Rastislav Eliáš Sebastian Aarsund                              | _ Team Grün    | 6:8      | _ Team Rot    | 7:9           | Spiel um Bronze: _ Team Schwarz | 6:5                    | Bronze |
| _ Team Braun   | Luka Banek Sai Lake Hugo Galvez Elvis Hsu Axel Ruski-Jones Marlon D’Acunto Erik Potšinok Evan Nauth Artur Seniut Matyáš Šapovaliv Milán Ivády Rastislav Eliáš Sebastian Aarsund                              | _ Team Grau    | 16:6     | _ Team Rot    | 7:9           | Spiel um Bronze: _ Team Schwarz | 6:5                    | Bronze |
| _ Team Braun   | Luka Banek Sai Lake Hugo Galvez Elvis Hsu Axel Ruski-Jones Marlon D’Acunto Erik Potšinok Evan Nauth Artur Seniut Matyáš Šapovaliv Milán Ivády Rastislav Eliáš Sebastian Aarsund                              | _ Team Orange  | 14:10    | _ Team Rot    | 7:9           | Spiel um Bronze: _ Team Schwarz | 6:5                    | Bronze |
| _ Team Braun   | Luka Banek Sai Lake Hugo Galvez Elvis Hsu Axel Ruski-Jones Marlon D’Acunto Erik Potšinok Evan Nauth Artur Seniut Matyáš Šapovaliv Milán Ivády Rastislav Eliáš Sebastian Aarsund                              | _ Team Rot     | 5:11     | _ Team Rot    | 7:9           | Spiel um Bronze: _ Team Schwarz | 6:5                    | Bronze |
| _ Team Braun   | Luka Banek Sai Lake Hugo Galvez Elvis Hsu Axel Ruski-Jones Marlon D’Acunto Erik Potšinok Evan Nauth Artur Seniut Matyáš Šapovaliv Milán Ivády Rastislav Eliáš Sebastian Aarsund                              | _ Team Blau    | 14:2     | _ Team Rot    | 7:9           | Spiel um Bronze: _ Team Schwarz | 6:5                    | Bronze |
| _ Team Braun   | Luka Banek Sai Lake Hugo Galvez Elvis Hsu Axel Ruski-Jones Marlon D’Acunto Erik Potšinok Evan Nauth Artur Seniut Matyáš Šapovaliv Milán Ivády Rastislav Eliáš Sebastian Aarsund                              | _ Team Gelb    | 8:6      | _ Team Rot    | 7:9           | Spiel um Bronze: _ Team Schwarz | 6:5                    | Bronze |
| _ Team Schwarz | Ruben Esposito Lukas Floriantschitz Kerem Alsan Jaroslaw Labutkin Yu Jiacong Corné van Stuijvenberg Wataru Suzuki Adam Sýkora Dominik Pavlata Linas Dėdinas Daniil Karpowitsch Kalle Varis Matthias Rindone  | _ Team Braun   | 7:6      | _ Team Grün   | 3:7           | Spiel um Bronze: _ Team Braun   | 5:6                    | 4      |
| _ Team Schwarz | Ruben Esposito Lukas Floriantschitz Kerem Alsan Jaroslaw Labutkin Yu Jiacong Corné van Stuijvenberg Wataru Suzuki Adam Sýkora Dominik Pavlata Linas Dėdinas Daniil Karpowitsch Kalle Varis Matthias Rindone  | _ Team Rot     | 5:4      | _ Team Grün   | 3:7           | Spiel um Bronze: _ Team Braun   | 5:6                    | 4      |
| _ Team Schwarz | Ruben Esposito Lukas Floriantschitz Kerem Alsan Jaroslaw Labutkin Yu Jiacong Corné van Stuijvenberg Wataru Suzuki Adam Sýkora Dominik Pavlata Linas Dėdinas Daniil Karpowitsch Kalle Varis Matthias Rindone  | _ Team Blau    | 4:8      | _ Team Grün   | 3:7           | Spiel um Bronze: _ Team Braun   | 5:6                    | 4      |
| _ Team Schwarz | Ruben Esposito Lukas Floriantschitz Kerem Alsan Jaroslaw Labutkin Yu Jiacong Corné van Stuijvenberg Wataru Suzuki Adam Sýkora Dominik Pavlata Linas Dėdinas Daniil Karpowitsch Kalle Varis Matthias Rindone  | _ Team Gelb    | 7:2      | _ Team Grün   | 3:7           | Spiel um Bronze: _ Team Braun   | 5:6                    | 4      |
| _ Team Schwarz | Ruben Esposito Lukas Floriantschitz Kerem Alsan Jaroslaw Labutkin Yu Jiacong Corné van Stuijvenberg Wataru Suzuki Adam Sýkora Dominik Pavlata Linas Dėdinas Daniil Karpowitsch Kalle Varis Matthias Rindone  | _ Team Orange  | 8:14     | _ Team Grün   | 3:7           | Spiel um Bronze: _ Team Braun   | 5:6                    | 4      |
| _ Team Schwarz | Ruben Esposito Lukas Floriantschitz Kerem Alsan Jaroslaw Labutkin Yu Jiacong Corné van Stuijvenberg Wataru Suzuki Adam Sýkora Dominik Pavlata Linas Dėdinas Daniil Karpowitsch Kalle Varis Matthias Rindone  | _ Team Grau    | 16:8     | _ Team Grün   | 3:7           | Spiel um Bronze: _ Team Braun   | 5:6                    | 4      |
| _ Team Schwarz | Ruben Esposito Lukas Floriantschitz Kerem Alsan Jaroslaw Labutkin Yu Jiacong Corné van Stuijvenberg Wataru Suzuki Adam Sýkora Dominik Pavlata Linas Dėdinas Daniil Karpowitsch Kalle Varis Matthias Rindone  | _ Team Grün    | 6:4      | _ Team Grün   | 3:7           | Spiel um Bronze: _ Team Braun   | 5:6                    | 4      |

### Ski Alpin
| Athleten           | Wettbewerbe  | 1. Lauf     | 1. Lauf | 2. Lauf     | 2. Lauf | Gesamt      | Gesamt |
| Athleten           | Wettbewerbe  | Zeit        | Rang    | Zeit        | Rang    | Zeit        | Rang   |
| ------------------ | ------------ | ----------- | ------- | ----------- | ------- | ----------- | ------ |
| Jungen             |              |             |         |             |         |             |        |
| Jokūbas Lapienis   | Riesenslalom | 1:16,31 min | 53      | 1:17,97 min | 49      | 2:34,28 min | 50     |
| Jokūbas Lapienis   | Slalom       | 47,40 s     | 46      | 48,00 s     | 34      | 1:35,40 min | 34     |
| Mädchen            |              |             |         |             |         |             |        |
| Smiltė Bieliūnaitė | Riesenslalom | 1:18,02 min | 46      | 1:17,37 min | 32      | 2:35,39 min | 32     |
| Smiltė Bieliūnaitė | Slalom       | DNF         | DNF     | DNF         | DNF     | DNF         | DNF    |

### Skilanglauf
| Athleten           | Wettbewerbe     | Qualifikation | Qualifikation | Viertelfinale | Viertelfinale | Halbfinale    | Halbfinale    | Finale        | Finale        | Rang |
| Athleten           | Wettbewerbe     | Zeit          | Rang          | Zeit          | Rang          | Zeit          | Rang          | Zeit          | Rang          | Rang |
| ------------------ | --------------- | ------------- | ------------- | ------------- | ------------- | ------------- | ------------- | ------------- | ------------- | ---- |
| Jungen             |                 |               |               |               |               |               |               |               |               |      |
| Edvinas Šimonutis  | 10 km klassisch | –             | –             | –             | –             | –             | –             | 31:40.4       | 57            | 57   |
| Edvinas Šimonutis  | Sprint Freistil | 3:40.28       | 56            | ausgeschieden | ausgeschieden | ausgeschieden | ausgeschieden | ausgeschieden | ausgeschieden | 56   |
| Edvinas Šimonutis  | Langlauf-Cross  | 5:03.11       | 64            | ausgeschieden | ausgeschieden | ausgeschieden | ausgeschieden | ausgeschieden | ausgeschieden | 64   |
| Irmantas Žilinskas | 10 km klassisch | –             | –             | –             | –             | –             | –             | 34:10.5       | 70            | 70   |
| Irmantas Žilinskas | Sprint Freistil | 4:29.93       | 81            | ausgeschieden | ausgeschieden | ausgeschieden | ausgeschieden | ausgeschieden | ausgeschieden | 81   |
| Irmantas Žilinskas | Langlauf-Cross  | 5:30.43       | 77            | ausgeschieden | ausgeschieden | ausgeschieden | ausgeschieden | ausgeschieden | ausgeschieden | 77   |
| Mädchen            |                 |               |               |               |               |               |               |               |               |      |
| Eglė Savickaitė    | 5 km klassisch  | –             | –             | –             | –             | –             | –             | 18:18.3       | 65            | 65   |
| Eglė Savickaitė    | Sprint Freistil | 3:23.80       | 63            | ausgeschieden | ausgeschieden | ausgeschieden | ausgeschieden | ausgeschieden | ausgeschieden | 63   |
| Eglė Savickaitė    | Langlauf-Cross  | 6:26.21       | 68            | ausgeschieden | ausgeschieden | ausgeschieden | ausgeschieden | ausgeschieden | ausgeschieden | 68   |

### Snowboard
| Athleten           | Wettbewerbe | Qualifikation | Qualifikation | Finale        | Finale        | Rang |
| Athleten           | Wettbewerbe | Punkte        | Rang          | Punkte        | Rang          | Rang |
| ------------------ | ----------- | ------------- | ------------- | ------------- | ------------- | ---- |
| Jungen             |             |               |               |               |               |      |
| Motiejus Morauskas | Big Air     | 13,00         | 19            | ausgeschieden | ausgeschieden | 19   |
| Motiejus Morauskas | Slopestyle  | 23,00         | 17            | ausgeschieden | ausgeschieden | 17   |